# 巴肯貝格湖

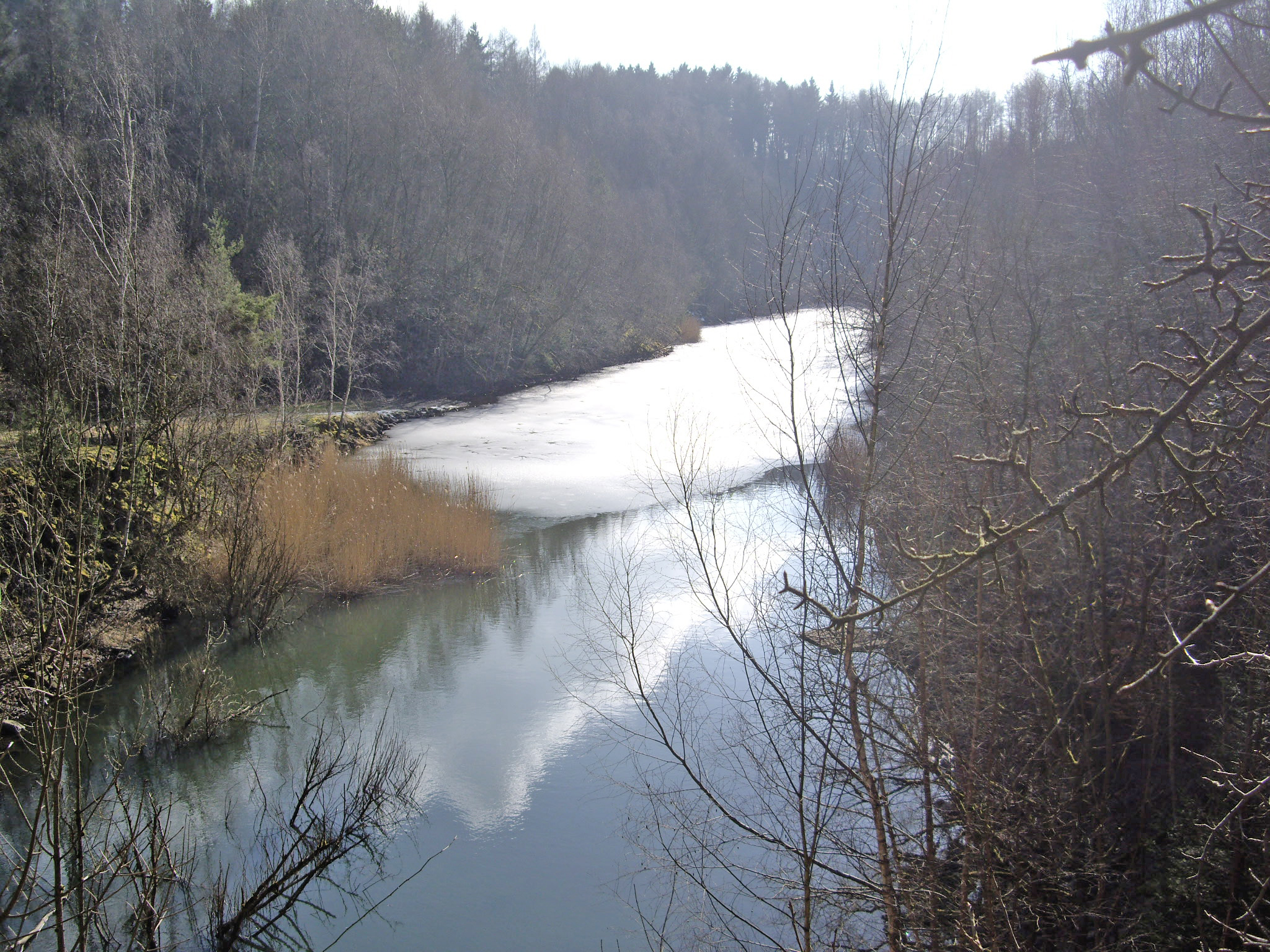

51°32′03″N 9°43′34″E / 51.53411°N 9.726119°E
巴肯貝格湖（德語：Backenberger See），是德國的湖泊，位於該國西北部，由下薩克森州負責管轄，處於格丁根縣，長0.25公里、寬0.03公里，該湖泊附近的死火山於1,400萬年前形成。